# Olcenengo
Olcenengo är en ort och kommun i provinsen Vercelli i regionen Piemonte, Italien. Kommunen hade 782 invånare (2018).